# 利查基夫公墓
利查基夫公墓（羅馬化：Lychakivs'kyi tsvyntar），正式名称为国家历史与文化博物馆-保护“利查基夫公墓”是乌克兰利沃夫一座历史悠久的公墓。

## 历史

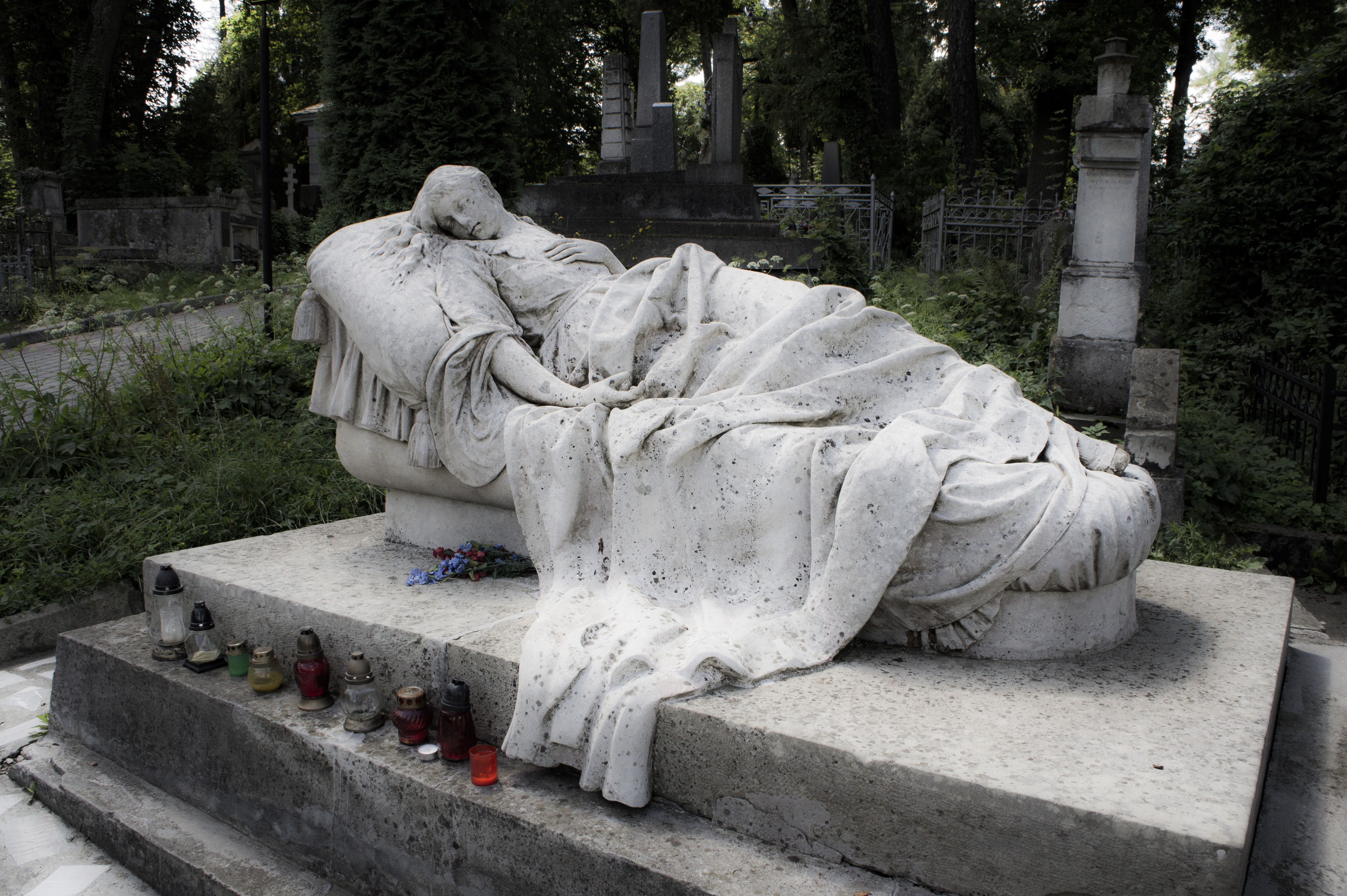
Grave of Józefina Markowska by Julian Markowski

利查基夫公墓自1787年创建以来，一直是该市知识分子中产阶级和上层阶级的主要墓地。最初，该公墓位于利查基夫区的几座山丘上，这是根据奥匈帝国的帝国法令，要求所有公墓迁出城市范围。最初的设计是由利沃夫大学植物园的负责人卡罗尔·鲍尔完成。

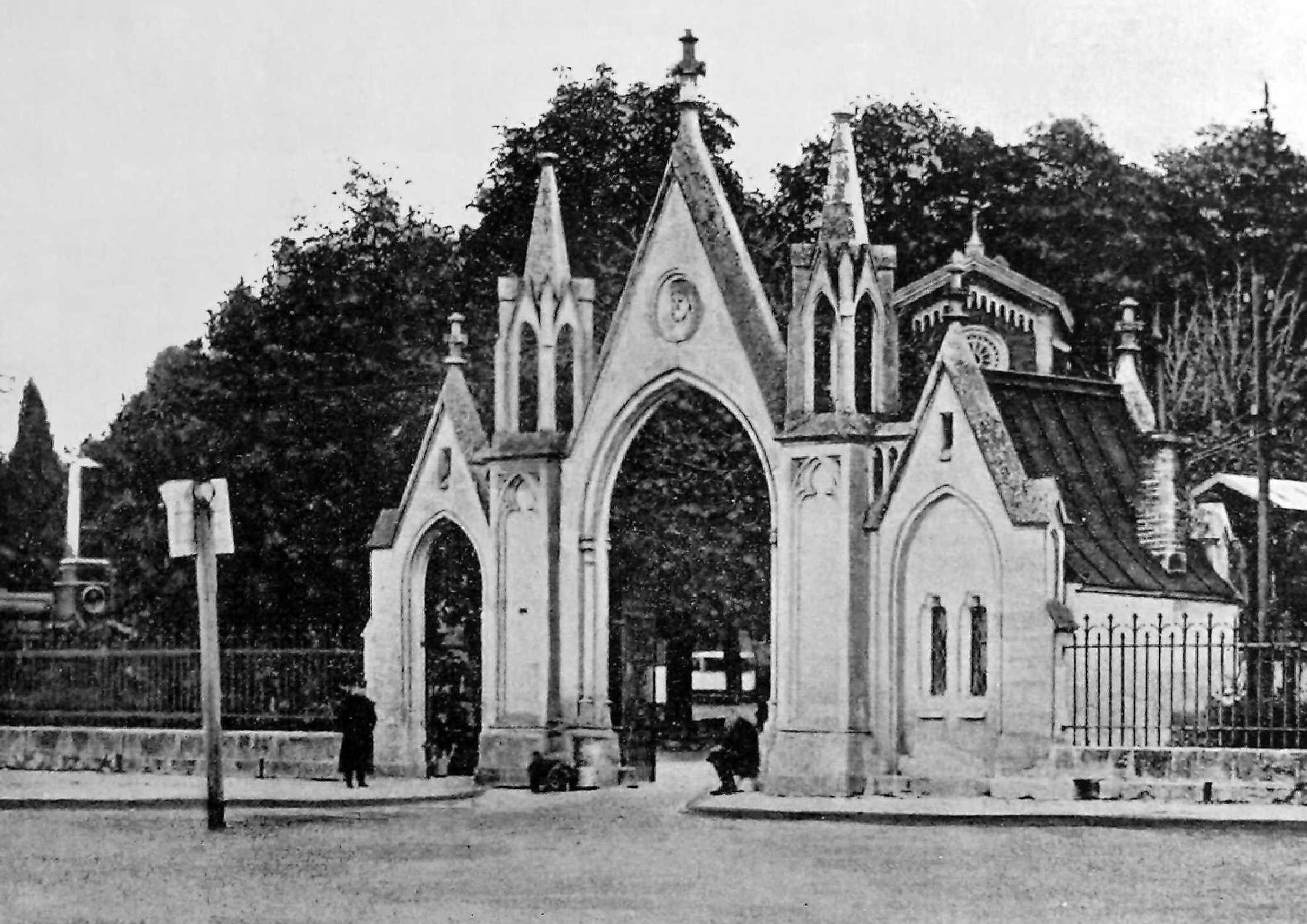
Lychakiv Cemetery – main gate (c.a. 1900)
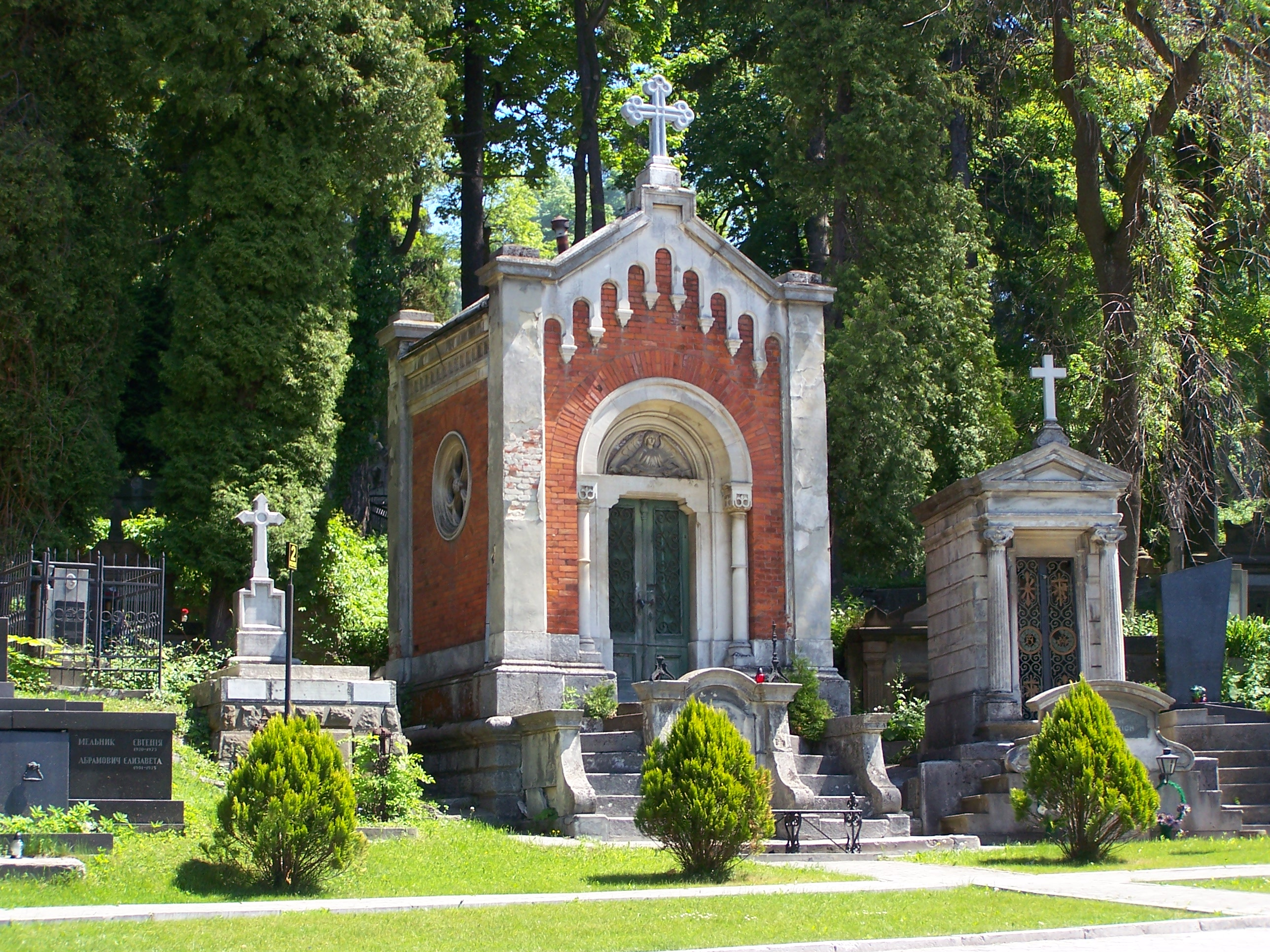
Mausoleum of Kiselka family by Filip Pokutyński（波兰语）
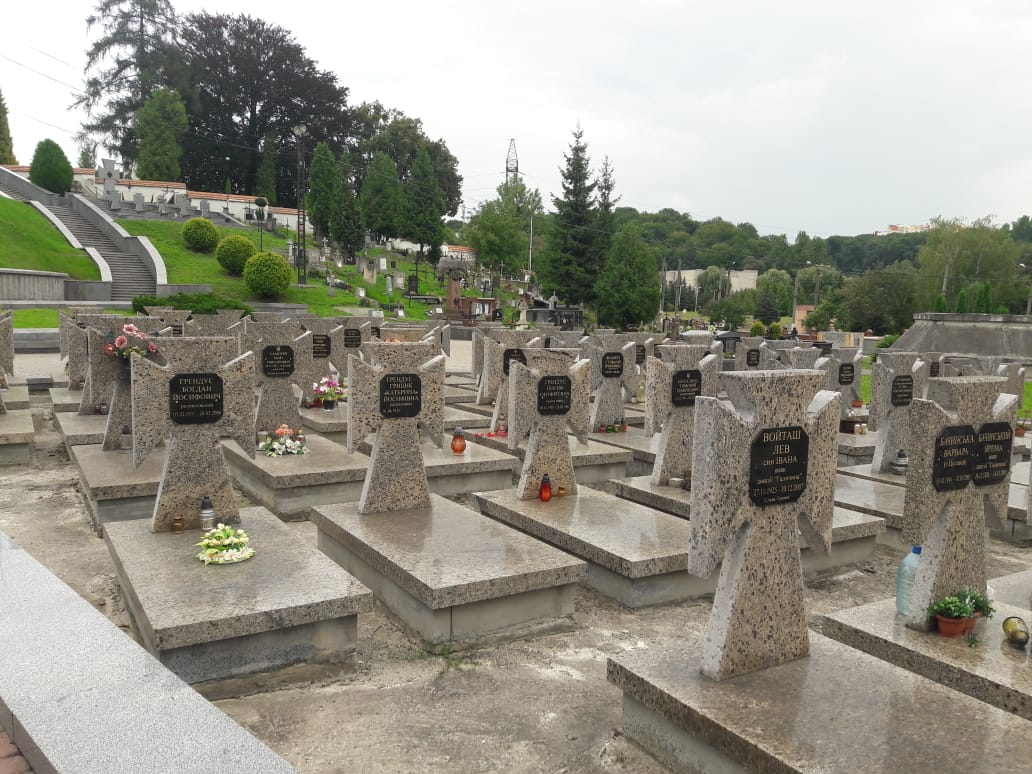
Lychakiv Cemetery (2018)